# Province de Vico
La province de Vico est une ancienne division territoriale de la Corse, créée en 1660 par l'administration génoise et remplacée le 15 janvier 1790 sous l'administration française par le district de Vico. Son chef-lieu était Vico.

## Géographie
La province de Vico constitue la partie septentrionale du Delà des Monts (correspondant à l'actuelle Corse-du-Sud). Elle est bornée au nord et à l'est par les montagnes de la chaîne centrale et au sud par le Liamone, plus long fleuve de la province. Elle possède une façade littorale découpée s'étendant de Girolata à Sagone, épousant notamment le golfe de Porto et le nord du golfe de Sagone.
La province de Vico avait pour provinces limitrophes celles d'Ajaccio au sud, de Corte à l'est et de Calvi au nord.

## Composition
La province de Vico comprenait les pièves suivantes :
- Sia
- Sevidentro ;
- Sevinfuori (nommée Siassalogna jusqu'en 1771) ;
- Sorroingiù ;
- Sorroinsù ;
- Cruzini.

De la province de Vico dépendait également le territoire de Sia, alors possession des pièves de Sevidentro et Sevinfuori située à l'extrémité septentrionale de la province et totalement dépeuplée jusqu'au début du XIXe siècle.